# CoffeeScript
CoffeeScript és un llenguatge de programació que transcompila a JavaScript. El llenguatge afegeix sucre sintàctic inspirat en Ruby, Python i Haskell per augmentar la llegibilitat i la brevetat del JavaScript alhora que n'afegeix característiques més sofisticades sense cap efecte en el rendiment. Des de març de 2011 CoffeeScript és un dels projectes més seguits de GitHub, i en 2012 era el desè llenguatge més popular a GitHub.

## Història
El 13 de desembre de 2009 Jeremy Ashkenas va fer la primera revisió al dipòsit git amb el següent comentari: «revisió inicial del llenguatge misteriòs.» Va escriure el compilador en Ruby. El 24 de desembre del mateix any va fer la primera etiqueta i versió documentada, 0.1.0. El 21 de febrer de 2010 va fer la versió 0.5 que reemplaça el compilador fet amb Ruby per un fet amb CoffeeScript mateix. Ja aleshores el projecte havia atret força contribuïdors a GitHub i rebia més de 300 visites al dia. El 24 de desembre de 2010 Ashkenas va anunciar la publicació de la versió estable a Hacker News, el lloc on el projecte es va anunciar per primer lloc. Des de la versió 3.1 Ruby on Rails té suport per a CoffeeScript. A més a més, Brendan Eich ha dit que CoffeeScript és una influència en la seva idea pel futur del JavaScript.

## Sintaxi
Moltes de les declaracions de JavaScript es poden fer servir amb CoffeeScript, com per exemple if, switch i for. Aquestes instruccions també tenen versions postfix. Un principi general és el d'eliminar tots els parèntesis i claus que són innecessaris perquè es pot fer servir sagnat
 en comptes de claus per delimitar blocs de codi, les crides a funcions són implícites, es poden treure els parèntesis que es fan servir per fer una crida amb JavaScript i objectes literals sovint es detecten automàticament entre d'altres.

## Exemples
Un fragment comú que utilitza jQuery és:
```
$
(
document
).
ready
(
function
()
 
{

 
// Codi d'inicialització

});

```

O simplement
```
$
(
function
()
 
{

 
// Codi d'inicialització

});

```

En CoffeeScript la paraula clau function s'ha substituït pel símbol -> i s'utilitza el sagnat en comptes de les claus, com ara fan llenguatges com Python i Haskell. També es poden ometre els parèntesis. Així doncs el fragment equivalent en CoffeeScript del de dalt és:
```
$
(
document
)
.
ready
 
->

 
# Codi d'inicialització

```

O:
```
(
$
 
document
)
.
ready
 
->

 
# Codi d'inicialització

```

També es pot simplificar una mica més:
```
$
 
->

 
# Codi d'inicialització

```

## Compilació
Des de la versió 0.5 el compilador de CoffeeScript és escrit en CoffeeScript i disponible com una utilitat de Node.js; Tanmateix el nucli del compilador no depèn de Node.js i es pot executar sota qualsevol entorn de JavaScript. Una alternativa a Node.js és el Plugin Coffee de Maven, un plug-in pel popular sistema de compilació Apache Maven. El plug-in utilitza el motor fet en Java de JavaScript Rhino. La plana oficial de CoffeeScript.org té un botó de «Prova CoffeeScript» a la barra de menú amb el que s'obre una finestra modal amb la que els usuaris poden escriure codi en CofeeScript, veure el resultat en JavaScript i executar-lo directament al navegador. El lloc web js2coffee ofereix una traducció bi-direccional.
Augmenta la llegibilitat i la brevetat del JavaScript alhora que n'afegeix característiques més sofisticades com llistes per comprensió i comprovació de patrons. CoffeeScript compila de manera predictiva JavaScript i els programes es poden escriure amb fins a un terç menys línies decodi sense cap efecte en el rendiment.